# St. Hippolyt (Mörlach)

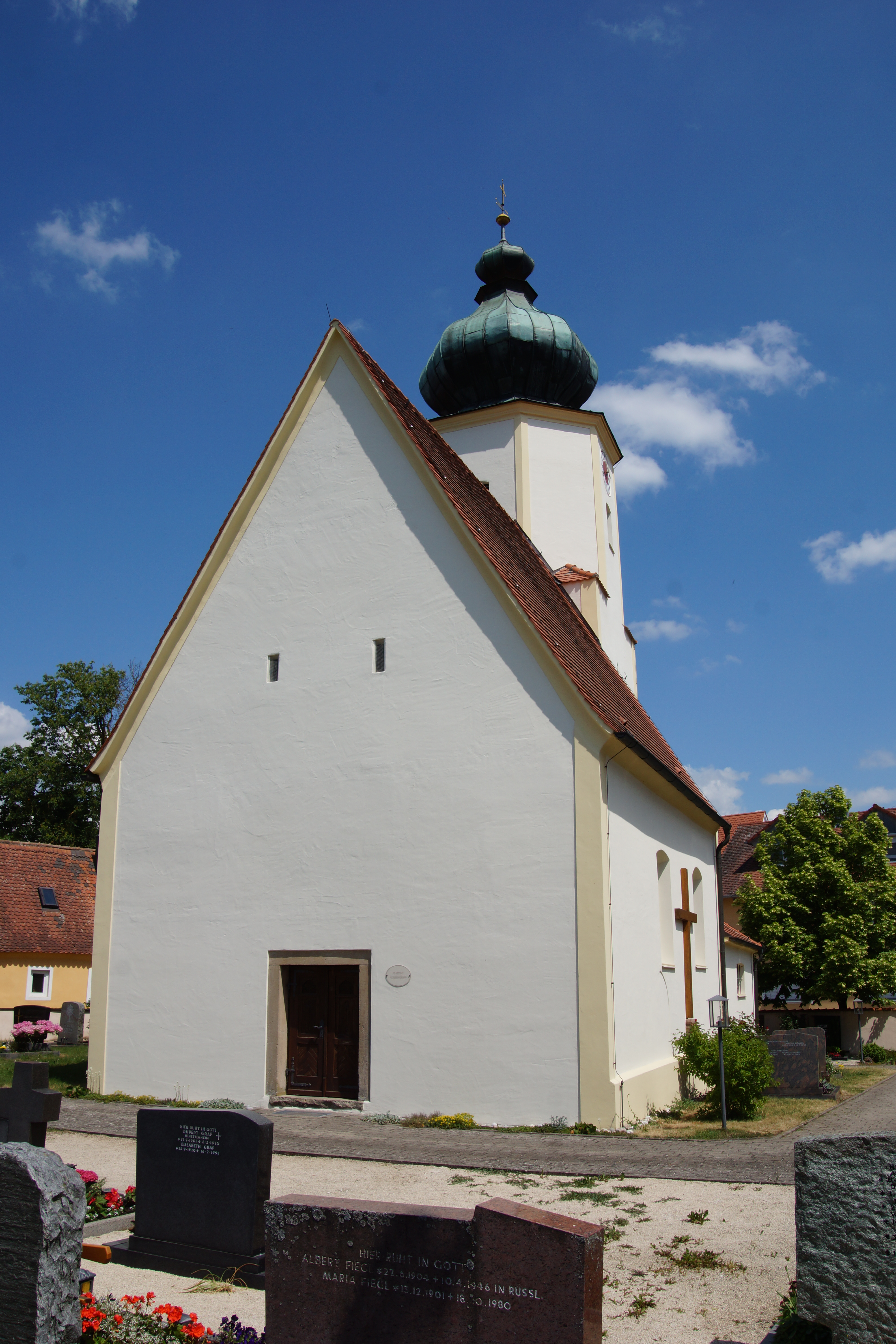
St. Hippolyt (Mörlach)

Die römisch-katholische, denkmalgeschützte Filialkirche St. Hippolyt steht auf dem Friedhof von Mörlach, einem Gemeindeteil der Gemeinde Hilpoltstein im Landkreis Roth (Mittelfranken, Bayern). Das Bauwerk ist unter der Denkmalnummer D-5-76-127-103 als Baudenkmal in der Bayerischen Denkmalliste eingetragen. Die Kirche gehört zum Pfarrverband Hilpoltstein im Dekanat Roth-Schwabach des Bistums Eichstätt.

## Beschreibung
Die im Kern romanische Saalkirche wurde um 1700 barockisiert und um 1790 erweitert. Sie besteht aus einem mit einem steilen Satteldach bedeckten Langhaus und dem Chorturm im Osten, der um 1700 mit einem achteckigen Geschoss aufgestockt, um die Turmuhr und den Glockenstuhl für die zwei Kirchenglocken unterzubringen, und mit einer Zwiebelhaube bedeckt wurde. 
Der Chor, d. h. das Erdgeschoss des Chorturms, und die Sakristei sind gemeinsam mit einem Tonnengewölbe überspannt, der Innenraum des Langhauses mit einer Flachdecke. Der zwischen 1710 und 1720 gebaute Hochaltar wird von Anna selbdritt und der heiligen Barbara flankiert. Das Altarretabel stellt Hippolyt von Rom dar, der das Patrozinium innehat. Im rechten Seitenaltar ist eine gotische Mondsichelmadonna zu sehen. Links neben dem Chorbogen befindet sich ein Relief mit der Darstellung der heiligen Katharina.